# Winkelhaid
Winkelhaid – miejscowość i gmina w Niemczech, w kraju związkowym Bawaria, w rejencji Środkowa Frankonia, w regionie Industrieregion Mittelfranken, w powiecie Norymberga. Leży w Okręgu Metropolitarnym Norymbergi, około 18 km na południowy wschód od Norymbergi i ok. 13 km na południe od Lauf an der Pegnitz, przy autostradzie A6, A3 i linii kolejowej Norymberga – Altdorf bei Nürnberg.

## Dzielnice
W skład gminy wchodzą następujące dzielnice:
- Ungelstetten
- Penzenhofen
- Richthausen

## Polityka
Rada gminy składa się z 16 członków:
|      | CSU | SPD | Zieloni | Razem     |
| ---- | --- | --- | ------- | --------- |
| 2002 | 9   | 4   | 3       | 16 miejsc |